# وزارة المحيطات والثروة السمكية (كوريا الجنوبية)
وزارة المحيطات والثروة السمكية (بالكورية: 대한민국 해양수산부)‏ هي وزارة في حكومة كوريا الجنوبية تتولى المسؤوليات العامة للقطاعات البحرية ومصايد الأسماك بشكل عام، بدءًا من تعزيز السلامة والأمن البحري، وحماية البيئة البحرية وتطوير الموانئ وموانئ الصيد والاستخدام المستدام للموارد السمكية وتعزيز الأنشطة الترفيهية البحرية. يقع مقرها الرئيسي في سيجونغ سيتي.

## وصلات خارجية
- وزارة المحيطات والثروة السمكية باللغة الكورية
- وزارة المحيطات والثروة السمكية بالإنجليزية